# Mel Welles
Mel Welles (17 de febrer de 1924 - 19 d'agost de 2005) a ser un actor i director de cinema estatunidenc. El seu paper més recordat pot ser el del desafortunat propietari d'una floristeria Gravis Mushnick a la  comèdia negra de baix pressupost de 1960 Roger Corman La botiga dels horrors

## Vida i carrera
Welles va néixer Ira W. Meltcher al Bronx, Nova York, fill de Max i Sally Grichewsky Meltcher. Es va criar a Mount Carmel, Pensilvània i es va graduar a la Mt. Carmel High School, l'any 1940. Va rebre un Bachelor of Arts a la Penn State University, un Màster en Arts per la West Virginia University, i un Ph.D. en psicologia per la Columbia University.
Welles va ocupar una sèrie de llocs de treball durant la seva vida; en un moment o altre va treballar com a psicòleg clínic, DJ de ràdio, actor de televisió, escriptor i director de cinema. Va fer algun treball escènic abans de viatjar a Hollywood, on el 1953 va aparèixer a la seva primera pel·lícula, Cita a Honduras. El seu paper favorit (La botiga dels horrors) també va ser el seu últim als Estats Units durant molts anys.
A principis dels anys 60, va deixar els Estats Units inicialment per fer una pel·lícula a Alemanya. Després que el productor fos arrestat, va viatjar a Roma per actuar, produir i dirigir, principalment sense acreditar a Europa, diverses produccions cinematogràfiques, com ara les pel·lícules de culte de terror  Maneater of Hydra (1967) i  Lady Frankenstein  (1971). La seva fluïdesa en cinc idiomes va resultar ser molt útil quan va iniciar una empresa de doblatge que, segons la seva pròpia estimació, va doblar més de 800 pel·lícules de producció europea. També va exercir com a consultor cinematogràfic. Més tard, va tornar als Estats Units, apareixent en diverses pel·lícules, fent treballs de veu i ensenyant interpretació de veu.
Probablement la seva obra més vista a finals dels anys 70 va ser la seva adaptació anglesa del programa de televisió japonès,  Spectreman , que es va veure per UHF i cable als Estats Units. Tot i que comparteix el crèdit de l'escriptura amb dues persones més, és clar que la major part del treball de veu anglesa, i l'humor poc convencional, és seu. Segons s'informa, Welles també va escriure material de gag per a Lord Buckley en algun moment de la seva carrera.
El 1998, Welles va pujar a l'escenari en una producció de teatre comunitari de  la botiga dels horrors com Mushnik, el paper que va crear a la pel·lícula original de Roger Corman pel·lícula. Welles no havia actuat mai al musical i estava content que li demanessin el paper, que va descriure com una "mitzvah" per a Scotts Valley Performing Arts. Jonathan Haze, que va interpretar a Seymour a la pel·lícula original, va assistir a la inauguració, i Welles també va rebre la visita de Martin P. Robinson, el dissenyador dels titelles de plantes Audrey II utilitzats en la producció fora de Broadway. (Robinson també és famós pels seus titelles a Sesame Street).
Sens dubte, la seva peça més recordada és el poema beat que va escriure per a la pel·lícula clàssica  High School Confidential  (1958). Famosament interpretada per Phillipa Fallon, Dragsville s'ha convertit en una peça clàssica de la història literària i del cinema.
Welles estava treballant en un guió de terror, titulat provisionalment House of a Hundred Horrors, en el moment de la seva mort.

## Filmografia
- The Golden Blade (1953) .... paper menor (sense acreditar)
- Febre de venjança (Gun Fury) (1953) .... Pete Barratto (sense acreditar)
- Cita a Honduras (Appointment in Honduras) (1953) .... Hidalgo (sense acreditar)
- Jesse James vs. the Daltons (1954) .... Lou – ajudant al tren (sense acreditar)
- Yankee Pasha (1954) .... Servent (sense acreditar)
- Massacre Canyon (1954) .... Gonzáles
- Pushover (1954) .... Detectiu (sense acreditar)
- Bengal Brigade (1954) .... Merchant (sense acreditar)
- The Silver Chalice (1954) .... Marcos (sense acreditar)
- The Racers (1955) .... Fiori (sense acreditar)
- Pirates of Tripoli (1955) .... Gen. Tomedi
- Wyoming Renegades (1955) .... 'Whiskey' Pearson
- Soldier of Fortune (1955) .... Fernand Rocha
- Abbott and Costello Meet the Mummy (1955) .... Iben
- Spy Chasers (1955) .... Nick (sense acreditar)
- El gran ganivet (The Big Knife) (1955) .... Mustached Party Guest (sense acreditar)
- Duel on the Mississippi (1955) .... Sheriff
- Hold Back Tomorrow (1955) .... Primer guàrdia
- Kismet (1955) .... Beggar (sense acreditar)
- The Fighting Chance (1955) .... Al Moreno
- Meet Me in Las Vegas (1956) .... Roulette Player (sense acreditar)
- Outside the Law (1956) .... Milo
- Calling Homicide (1956) .... Valensi (sense acreditar)
- Flight to Hong Kong (1956) .... Boris
- Code of Silence (1957)
- Attack of the Crab Monsters (1957) .... Jules Deveroux
- Hold That Hypnotist (1957) .... Blackbeard
- The Undead (1957) .... Smolkin,l’enterrador
- The Shadow on the Window (1957) .... Polikoff (sense acreditar)
- Rock All Night (1957) .... Sir Bop
- Designing Woman (1957) .... Solly Horzmann (sense acreditar)
- The 27th Day (1957) .... Russian Marshal (sense acreditar)
- Hell on Devil's Island (1957) .... Felix Molyneaux
- Tip on a Dead Jockey (1957) .... El Fuad (sense acreditar)
- The Walter Winchell File ("The Bargain", 1958) .... Amic
- Els germans Karamazov (The Brothers Karamazov) (1958) .... Trifon Borissovitch
- High School Confidential! (1958) .... Charlie O'Flair
- Hakuja den (1958) .... The Wizard (versió en anglès, veu)
- Cone of Silence (1960) .... Max Frankel
- La botiga dels horrors (The Little Shop of Horrors) (1960) .... Mushnick
- Hemingway's Adventures of a Young Man (1962) .... Sergent italià (sense acreditar)
- Lo Sceicco Rosso (1962) .... Hassan
- The Reluctant Saint (1962)
- The Keeler Affair (1963) .... Yevgeni Ivanovich
- Un commerce tranquille (1964) .... Antonio
- Panic Button (1964)
- Our Man in Jamaica (1965, director)
- The She Beast (1966) .... Ladislav Groper
- Maneater of Hydra (1967, director)
- The X from Outer Space (1967) .... Berman (versió en anglès, veu, sense acreditar)
- Llaman de Jamaica, Mr. Ward (1968)
- The Great Silence (1968) .... Henry Pollicut (versió en anglès, veu, sense acreditar)
- Die Grosse Treibjagd (1968) .... (sense acreditar director and cameo)
- Machine Gun McCain (1969) .... Duke Mazzanga (versió en anglès, veu, sense acreditar)
- Lady Frankenstein (1971, director) .... Tom (veu, sense acreditar)
- Cut-Throats Nine (1972) .... Ray (versió en anglès, veu, sense acreditar)
- Amarcord (1973) .... Temperance / Walla (versió en anglès, veu, sense acreditar)
- Joyride to Nowhere (1977) .... Tank McCall
- Dr. Heckyl and Mr. Hype (1980) .... Dr. Vince Hinkle
- Faeries (1981) .... Trow / Hunter (voice)
- Wolfen (1981) .... ESS Voice (veu)
- Smokey Bites the Dust (1981) .... Abu Habib Bibubu
- Body and Soul (1981) .... Joe Gillardi
- The Last American Virgin (1982) .... Druggist
- Homework (1982) .... Doctor
- Chopping Mall (1986) .... Cook
- Commando Squad (1987) .... Quintano
- Invasion Earth: The Aliens Are Here (1988) .... Mr. Davar
- Rented Lips (1988) .... Milo
- Wizards of the Lost Kingdom II (1989) .... Caedmon
- Raising Dead (2002) .... Police Dispatcher